# Бучум-Сат (Алба)
Бучум-Сат (рум. Bucium-Sat) насеље је у Румунији у округу Алба у општини Бучум. Општина се налази на надморској висини од 650 m.

## Становништво
Према подацима из 2002. године у насељу је живело 185 становника, од којих су сви румунске националности.